# 邓宁郡
邓宁郡，中国南北朝时设置的郡。
西魏废帝元年（552年）置邓宁郡，属邓州。治所在尚安县（今四川九寨沟县东北）。辖境相当今四川省九寨沟县一带，下辖尚安县。《太平寰宇记》记载西魏恭帝二年（555年）改为武进郡，后又改为尚安郡。隋文帝开皇三年（583年）废邓宁郡。尚安县属邓州，邓州后改为扶州。